# 以色列人

《约书亚记》记载的以色列十二支派领地分布图

《約書亞記》記載的以色列十二支派領地分布圖

以色列人（英語：Israelites）是指雅各的後代，根據《舊約聖經·創世記》記載，亞伯拉罕之嫡幼子以撒的次子原名雅各，後被神改名為以色列，雅各的後代子孫於是稱為以色列人。雅各有十二個兒子，他們的後代成為以色列的十二支派。
雅各第十一子約瑟曾被嫉妒他的十個哥哥賣到埃及為奴，後來卻成為那裡的宰相。之後，由於雅各及眾子所住之地迦南有大饑荒，約瑟將父親連眾兄弟全家遷往埃及居住，雅各全家族從此在埃及落地生根、繁衍後代。數百年之後，埃及人奴役並苦待以色列人，耶和華於是呼召摩西將以色列人帶出埃及，並應許將他們祖先所居的迦南重新賜給他們居住。摩西的繼任者約書亞征服迦南後，將迦南地分給以色列的十二支派。

## 十二支派
- 流便，新譯為呂便（Reuben）：雅各的長子，利亚所生。
- 西緬（Simeon）：雅各次子，利亚所生。
- 利未（Levi）：雅各三子，利亚所生。此支派特殊之處在於其為耶和華揀選的祭司，由其他支派共同供養，因此不参与分配土地。帶領以色列人出埃及的摩西及他的哥哥大祭司亞倫以及施洗者約翰都是此一支派的。
- 犹大（Judah）：雅各四子，利亚所生。按照家譜，耶穌就是從此支派所出。
- 但（Dan）：雅各五子，辟拉所生。
- 拿弗他利（Naphtali）：雅各六子，辟拉所生。
- 迦得（Gad）：雅各七子，悉帕所生。
- 亞设（Asher）：雅各八子，悉帕所生。
- 以萨迦（Issachar）：雅各九子，利亚所生。
- 西布伦（Zebulun）：雅各十子，利亚所生。
- 約瑟（Joseph）：雅各十一子，拉结所生。雖然約瑟本身算一支派，然而因為雅各曾在約瑟兩個兒子頭上按手祝福，按照當時的習俗等於是雅各收養了此二子；因此《舊約聖經》中凡提到這約瑟這一支派，都區分為他兩個兒子的兩個半支派。這兩個半支派也與雅各其他十個兒子的支派（利未除外）平等參與分配土地。
  - 以法蓮（Ephraim）半支派：約瑟次子。雖為次子，但因雅各將右手按在他頭上，立他大於他的哥哥瑪拿西，所以一般提到時次序都是他為先。
  - 瑪拿西（Manasseh）半支派：約瑟長子。
- 便雅憫（Benjamin）：雅各十二子，拉结所生。以色列第一位國王掃羅、使徒保羅和抹大拉的馬利亞就是從此支派所出。

在北國以色列滅亡之後，北方的十個支派被外邦人同化，因而失去了以色列人的身份；現今的猶太人一般都是指南方犹大国的犹大支派、便雅憫支派和作為祭司的利未支派的後裔。